# Emeryville
Emeryville és una població dels Estats Units a l'estat de Califòrnia. Segons el cens del 2008 tenia 9.583 habitants.

## Demografia
Segons el cens del 2000, Emeryville tenia 6.882 habitants, 3.975 habitatges, i 1.164 famílies. La densitat de població era de 2.178 habitants/km².
Dels 3.975 habitatges en un 10,7% hi vivien nens de menys de 18 anys, en un 18% hi vivien parelles casades, en un 8,3% dones solteres, i en un 70,7% no eren unitats familiars. En el 55,5% dels habitatges hi vivien persones soles el 9% de les quals corresponia a persones de 65 anys o més que vivien soles. El nombre mitjà de persones vivint en cada habitatge era d'1,71 i el nombre mitjà de persones que vivien en cada família era de 2,69.
Per edats la població es repartia de la següent manera: un 11,4% tenia menys de 18 anys, un 13,4% entre 18 i 24, un 42,2% entre 25 i 44, un 23,3% de 45 a 60 i un 9,8% 65 anys o més.
L'edat mediana era de 35 anys. Per cada 100 dones de 18 o més anys hi havia 100 homes.
La renda mediana per habitatge era de 45.359 $ i la renda mediana per família de 57.063 $. Els homes tenien una renda mediana de 49.333 $ mentre que les dones 39.527 $. La renda per capita de la població era de 33.260 $. Entorn del 6,3% de les famílies i el 13,2% de la població estaven per davall del llindar de pobresa.

## Poblacions més properes
El següent diagrama mostra les poblacions més properes.